# Nuevo Madero
Nuevo Madero är en ort i Mexiko.   Den ligger i kommunen Tacotalpa och delstaten Tabasco, i den sydöstra delen av landet, 700 km öster om huvudstaden Mexico City. Nuevo Madero ligger 54 meter över havet och antalet invånare är 164.
Terrängen runt Nuevo Madero är kuperad åt nordost, men åt sydväst är den bergig. Nuevo Madero ligger nere i en dal. Runt Nuevo Madero är det ganska tätbefolkat, med 70 invånare per kvadratkilometer. Närmaste större samhälle är Amatán, 8,2 km sydväst om Nuevo Madero. I omgivningarna runt Nuevo Madero växer i huvudsak städsegrön lövskog.